# Herefoss
Herefoss is een plaats en een voormalige gemeente in fylke Agder in het zuiden van Noorwegen. De gemeente werd in 1967 samen met de toen eveneens opgeheven gemeente Vegusdal, toegevoegd aan de gemeente Birkenes. Herefoss ligt aan Herefossfjorden een verbreding van Tovdalselva, en aan Riksvei 41.
In het dorp staat een achtzijdige houten kerk uit 1865. Verder staat bij Herefoss een station aan Sørlandsbanen, de spoorweg van Oslo naar Kristiansand. Het station is sinds 1989 gesloten voor personenverkeer.